# Драме, Хаджи
Хаджи́ Драме́ (фр. Hadji Dramé; 10 сентября 2000, Бамако) — малийский футболист, правый полузащитник.

## Биография
На родине играл за клуб «Йелен Олимпик», с которым стал вице-чемпионом Мали в сезоне 2019/20. В начале 2019 года игроком интересовался донецкий «Шахтёр».
Осенью 2020 года перешёл в эстонский клуб «Пайде ЛМ». Дебютный матч в чемпионате Эстонии сыграл 28 октября 2020 года против «Флоры», заменив на 79-й минуте Эдрису Лубега. Свой первый гол забил 6 декабря 2020 года в ворота «Нымме Калью». Всего за «Пайде» провёл полтора сезона, сыграл 30 матчей и забил 5 голов в чемпионате страны, 3 матча и 3 гола в Кубке Эстонии, одну игру в Суперкубке страны и два матча в Лиге конференций. Со своим клубом стал серебряным и бронзовым призёром чемпионата Эстонии.
В начале 2022 года перешёл в грузинский клуб «Дила» (Гори). Дебютировал в чемпионате Грузии 26 февраля 2022 года в игре против «Гагры», заменив на 61-й минуте Георгия Иваниадзе. Всего в первом сезоне сыграл 25 матчей в чемпионате, в большинстве из них выходил на замены, забил 3 гола и стал бронзовым призёром чемпионата страны. В составе «Дилы» также участвовал в еврокубках.
Выступал за сборные Мали младших возрастов. В составе юношеской сборной (до 17 лет) победил в юношеском чемпионате Африки 2017 года (4 матча, 3 гола), затем принял участие в юношеском чемпионате мира 2017 года, сыграл во всех 7 матчах своей команды, забил три гола, малийцы в итоге заняли четвёртое место. В составе сборной 20-летних стал победителем молодёжного чемпионата Африки 2019 года (5 матчей и один гол), а на молодёжном чемпионате мира 2019 года принял участие в 3 матчах и стал четвертьфиналистом.

## Достижения
- Серебряный призёр чемпионата Мали: 2019/20
- Серебряный призёр чемпионата Эстонии: 2020
- Бронзовый призёр чемпионата Эстонии: 2021
- Бронзовый призёр чемпионата Грузии: 2022
- Победитель Кубка африканских наций (до 17 лет): 2017
- Победитель Кубка африканских наций (до 20 лет): 2019

## Личная жизнь
Отец — футбольный тренер Джибриль Драме, работавший со сборной Мали.